# Eurotamandua
Eurotamandua is een geslacht van uitgestorven mierenetende zoogdieren. Dit dier leefde tijdens het Eoceen in de regenwouden die eens het huidige Duitsland bedekten.

## Fossielen
Eurotamandua is bekend van een volledig intact skelet van circa 90 cm uit Groeve Messel en enkele geïsoleerde armbeenderen uit het Geiseldal van 49 miljoen jaar oud. 
Aanvankelijk werd Eurotamandua geclassificeerd bij de miereneters. De aanwezigheid van Eurotamandua als fossiel in de Messelgroeve in Duitsland stelt de wetenschappers daarmee voor een raadsel. Het zou het enige fossiel van een miereneter zijn dat buiten Latijns-Amerika is gevonden. Eurotamandua heeft echter allerlei kenmerken van de familie Myrmecophagidae, zoals een tandloze schedel en graafpoten. Andere fossiele resten wijzen er op dat Eurotamandua termieten at, net als zijn mogelijke hedendaagse verwanten. Aangezien Zuid-Amerika, de plaats waar de miereneters zeer waarschijnlijk zijn ontstaan, in het Eoceen van alle andere continenten gescheiden was, zouden de voorouders van Eurotamandua op drijfhout via de oceaan Europa moeten hebben bereikt. 
Tegenwoordig is de indeling Eurotamandua als miereneter is controversieel. Het skelet heeft diverse andere kenmerken van de Xenarthra, maar de naamgevende wervelgewrichten van de groep ontbreken bij Eurotamandua. Door compressie van het skelet in de olieschaal, iets wat bij veel andere skeletten uit Messel niet is opgetreden, zijn diverse kritieke details niet beoordeelbaar. Het skelet van Eurotamandua heeft ook overeenkomsten met die van palaeanodonten en het primitieve schubdier Eomanis uit Messel en mogelijk is Eurotamandua nauwer verwant aan deze groepen.Er zijn ook wetenschappers die denken dat Eurotamandua is een aparte orde Afredentata tot de superorde Afrotheria behoort. 